# Кистер (река)
Кистер (укр. Кистер) — река в Украине, левый приток реки Убедь, протекающий по Новгород-Северскому и Корюковскому районам (Черниговская область).

## География
Длина — 22 км. Площадь водосборного бассейна — 157 км². Русло реки в среднем течении находится на высоте 157,0 м над уровнем моря.
Река берет начало от ручья непосредственно южнее бывшего села Зелёный Гай (Новгород-Северский район). Река течёт на юго-запад и запад, истоки реки протекают по Новгород-Северскому району, далее по Корюковскому району, незначительный участок в среднем течении проходит по административной границе Корюковского района с Сосницким районом. Впадает в реку Убедь (на 86-м км от её устья) в селе Ченчики (Корюковский район).
Русло средне-извилистое, выпрямлено в канал (канализировано) в верхнем течении (шириной 5 м и глубиной 1,5 м). В верхнем течении создана запруда, в нижнем — водохранилище. В среднем течении примыкает (левый приток) магистральный канал, который тянется от села Авдеевка (Сосницкий район) (шириной 10 м и глубиной 1,6 м).
Пойма занята преимущественно заболоченными участками и лугами.

## Притоки
Безымянные ручьи.

## Населённые пункты
Населённые пункты на реке (от истока к устью):
1. Ченчики